# Eusarca floridaria
Eusarca floridaria är en fjärilsart som beskrevs av Achille Guenée 1858. Eusarca floridaria ingår i släktet Eusarca och familjen mätare. Inga underarter finns listade i Catalogue of Life.